# 62 км (зупинний пункт, Південно-Західна залізниця)
62 км (Шістдесят другий кілометр) — пасажирський зупинний пункт Коростенської дирекції Південно-Західної залізниці (Україна), розташований на дільниці Житомир — Фастів I між станцією Степок (відстань — 4 км) і зупинним пунктом Яроповичі (8 км). Відстань до ст. Житомир — 39 км, до ст. Фастів I — 62 км.
Розташований в дачному селищі, що знаходиться за 2,5 км на північний схід від Корчмища, за 2,5 км на північний захід від Яроповичів Бердичівського району Житомирської області.